# 黄村站 (北京市)
黄村站位于北京市大兴城区南部，是京沪铁路与京九铁路相交处的一座火车站，距北京站33km，距北京西站23km，距上海站1430km，距常平站2292km。
该站曾办理客货运业务，现客运业务已停办。

## 历史
- 黄村站始建于1893年，两年后完工[4]:326，1900年曾被义和团破坏，后被修复[5]。
- 曾办理客运及货运。地铁大兴线开通后，黄村站的客流量有所上升，更有来往京津之间的乘客从北京城区乘地铁至黄村后再换乘经过黄村的普速列车前往天津，以节省开支[註 1][6]。
- 2016年5月下旬，黄村火车站一度被中国铁路客户服务中心列为北京的同城车站，但2016年6月又不再列为同城站。
- 2022年3月19日，黄村站停办客运业务。
- 2024年12月26日，黄村火车站至北京大兴站的城市连廊投入使用[7]。

## 车站结构
黄村站的站房位于股道东侧，站舍设备有行车室、售票室、候车室、行李房、旅客站台2座、旅客地道1座。
黄村站共计有12条股道，含4条京沪正线（Ⅰ-Ⅳ道，含上下行和三四线）、2条京九正线（Ⅴ、Ⅵ道）、1条原黄良正线和5条到发线（7、9、10、12、14道）。车站设有基本站台和中间站台各1座，分别宽10.2米和9.5米。货运设备有货场1个、仓库1座，内设股道13条。
| 站房           | 出站口、售票处、取票机、进站口、候车室                     |
| 1站台 侧式站台 |                                                            |
| 9道            | 京沪铁路、京九铁路 往上海、常平方向（魏善庄站、西枣林站）  |
| 7道            | 货物列车到发线                                             |
| Ⅴ道            | 京九铁路 下行列车通过线                                    |
| Ⅲ道            | 京沪铁路 三线列车通过线                                    |
| Ⅰ道            | 京沪铁路 下行列车通过线                                    |
| Ⅱ道            | 京沪铁路 上行列车通过线                                    |
| Ⅳ道            | 京沪铁路、京九铁路 往北京、北京西方向（黄土坡Ⅱ场、李营站） |
| 2站台 岛式站台 |                                                            |
| Ⅵ道            | 京九铁路 上行列车通过线                                    |
| Ⅷ道            | 黄良铁路正线                                               |
| 10道           | 货物列车到发线                                             |
| 12道           | 货物列车到发线                                             |
| 14道           | 货物列车到发线                                             |

## 图集

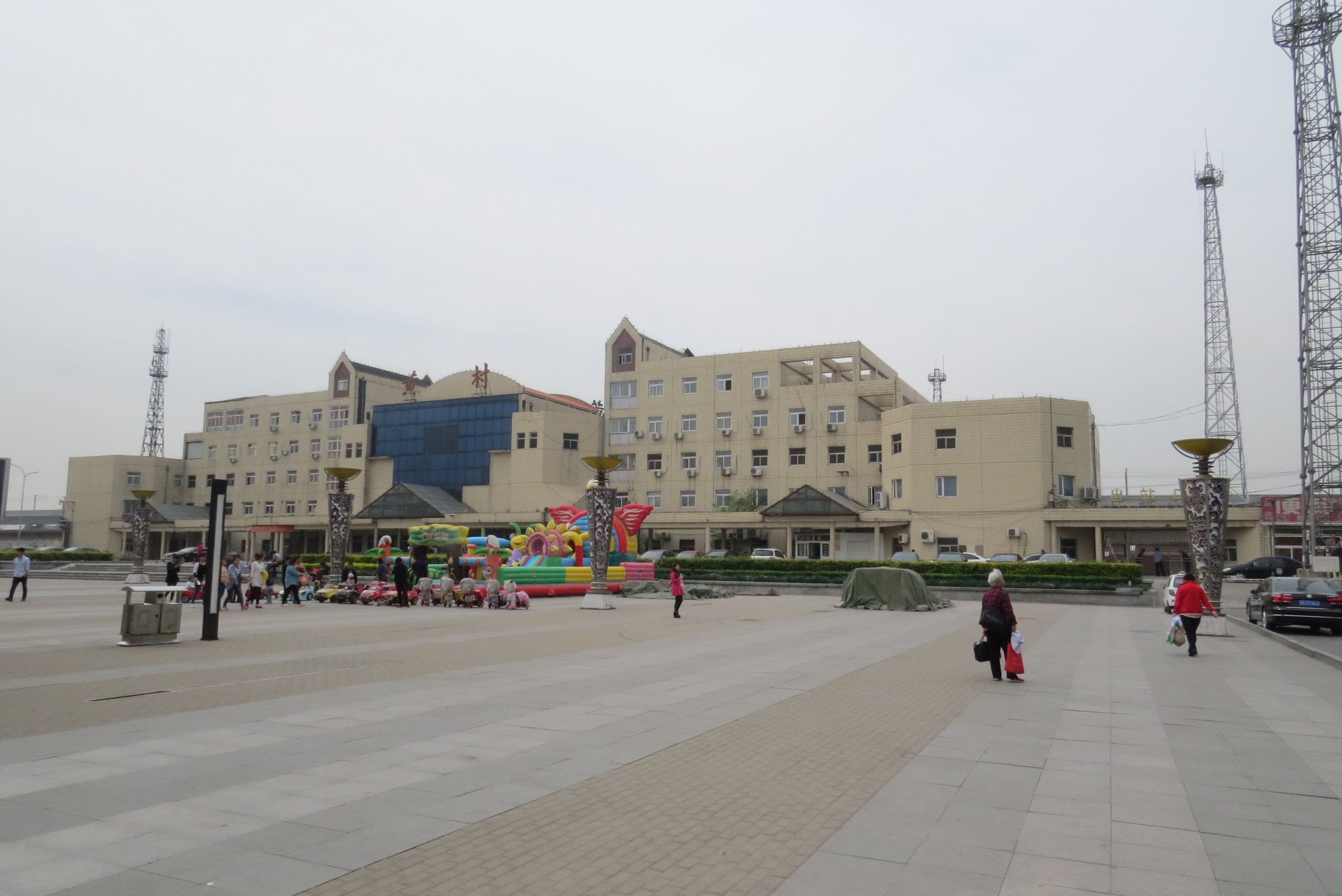
站房及广场（2015年4月）
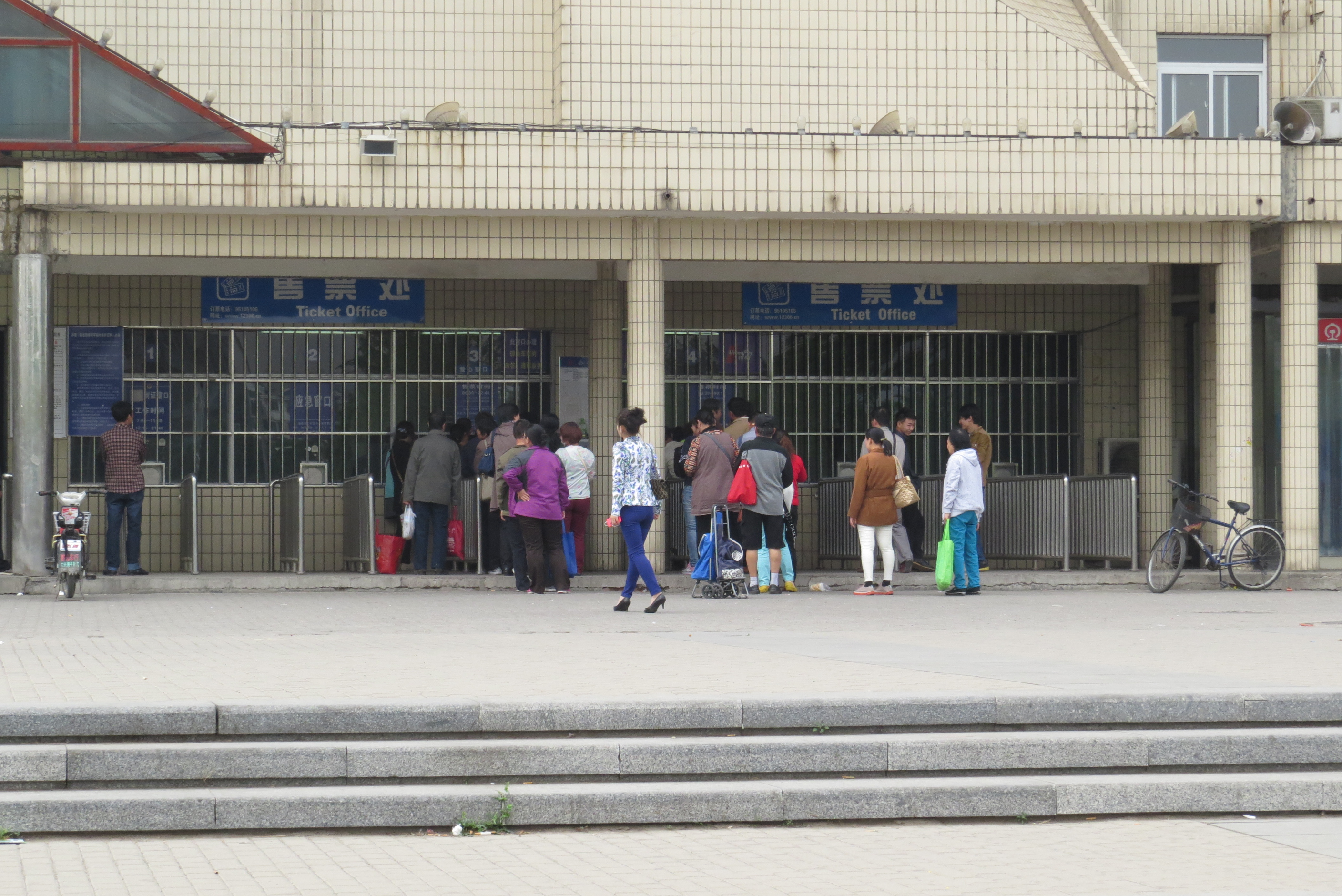
售票处（2015年4月）
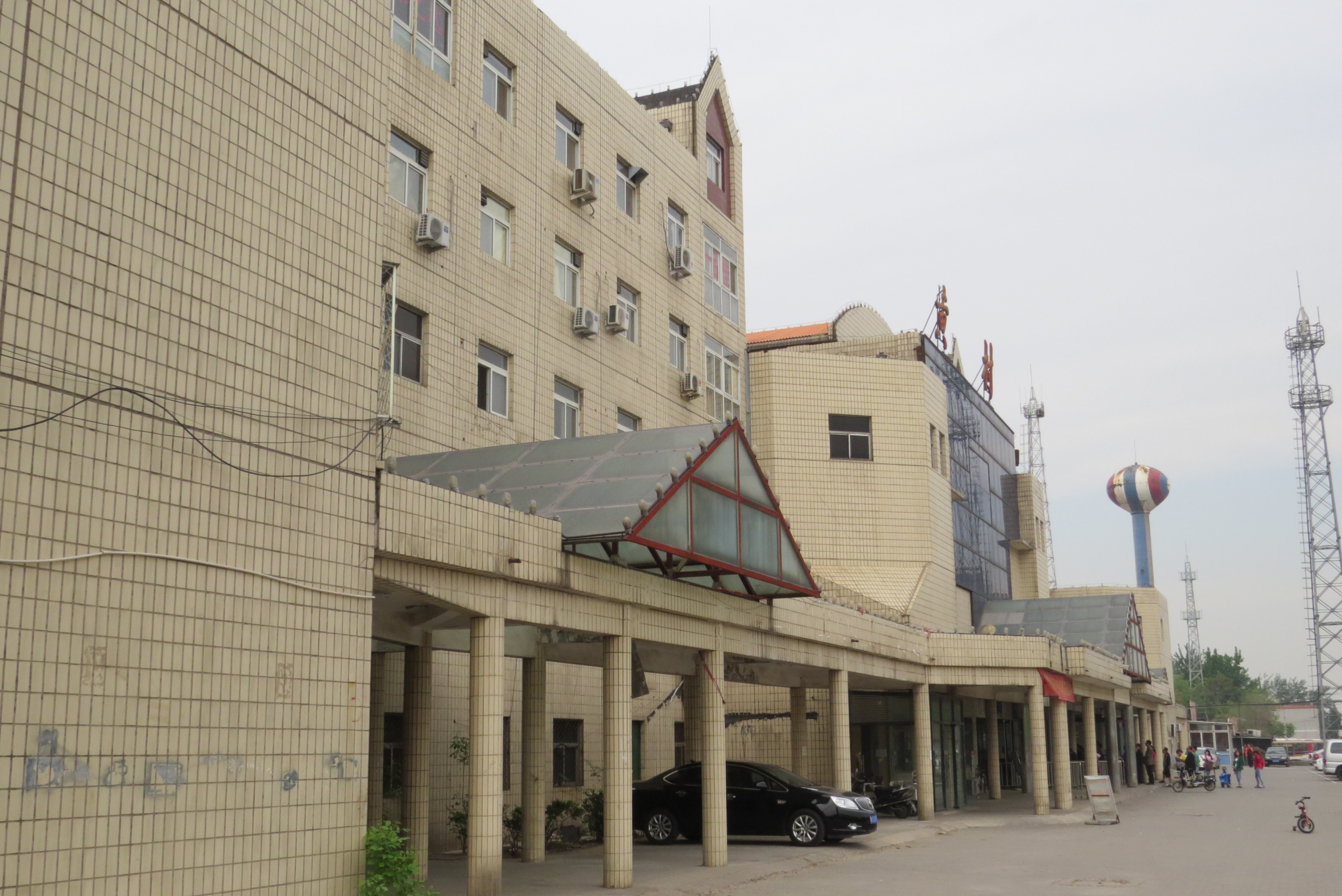
站房另一侧（2015年4月）
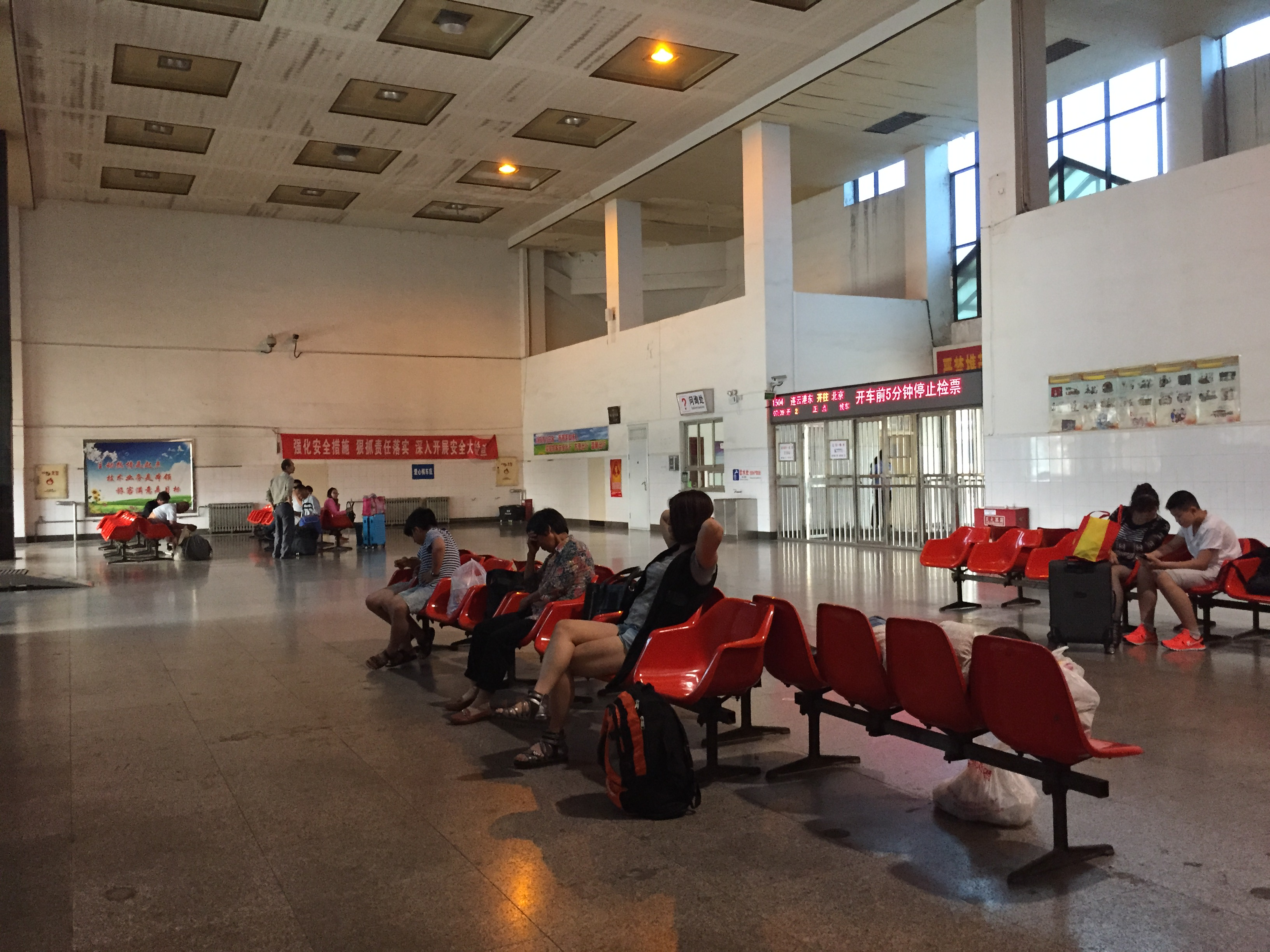
站房内景（2015年7月）
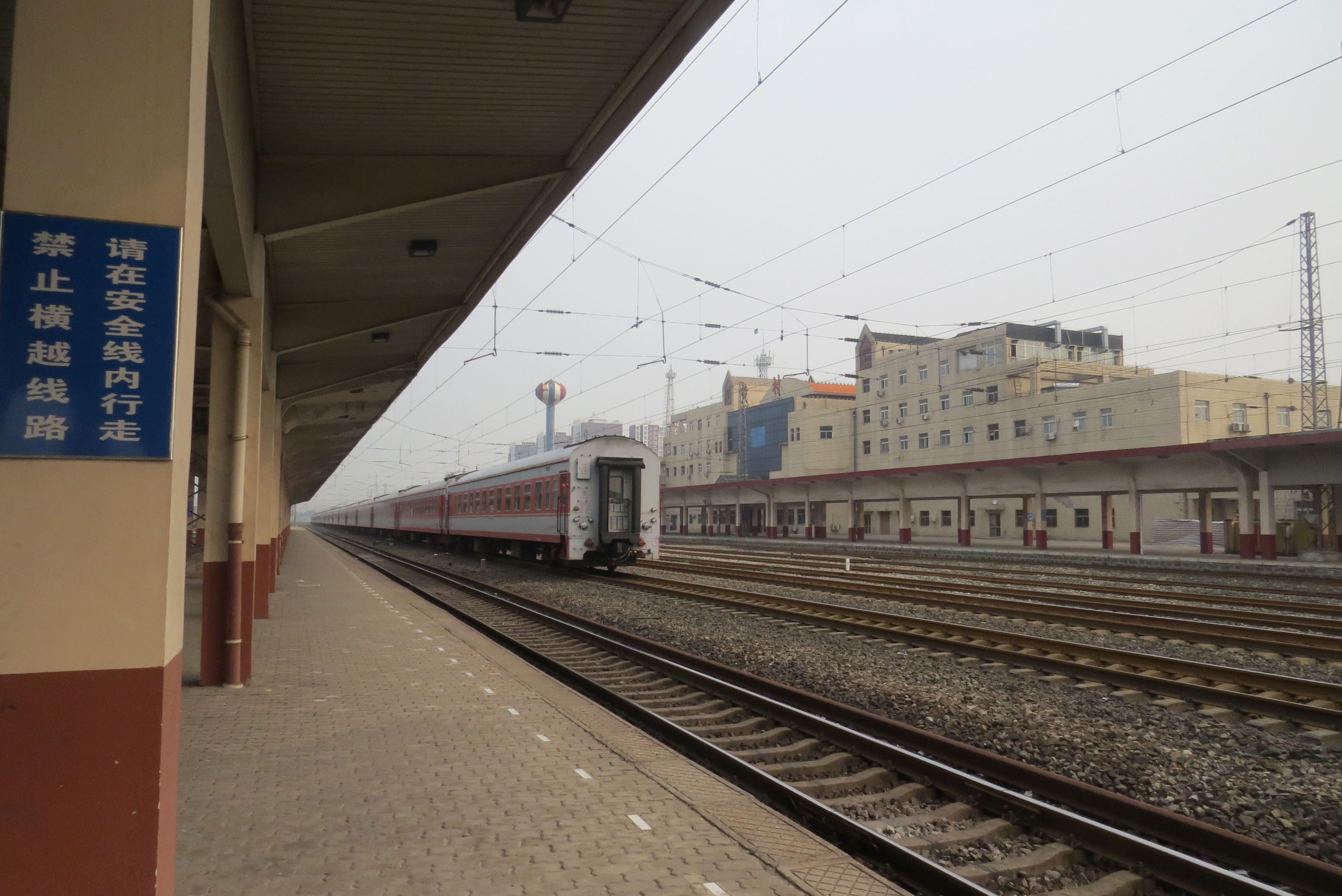
K28次列车通过黄村站（2015年7月）
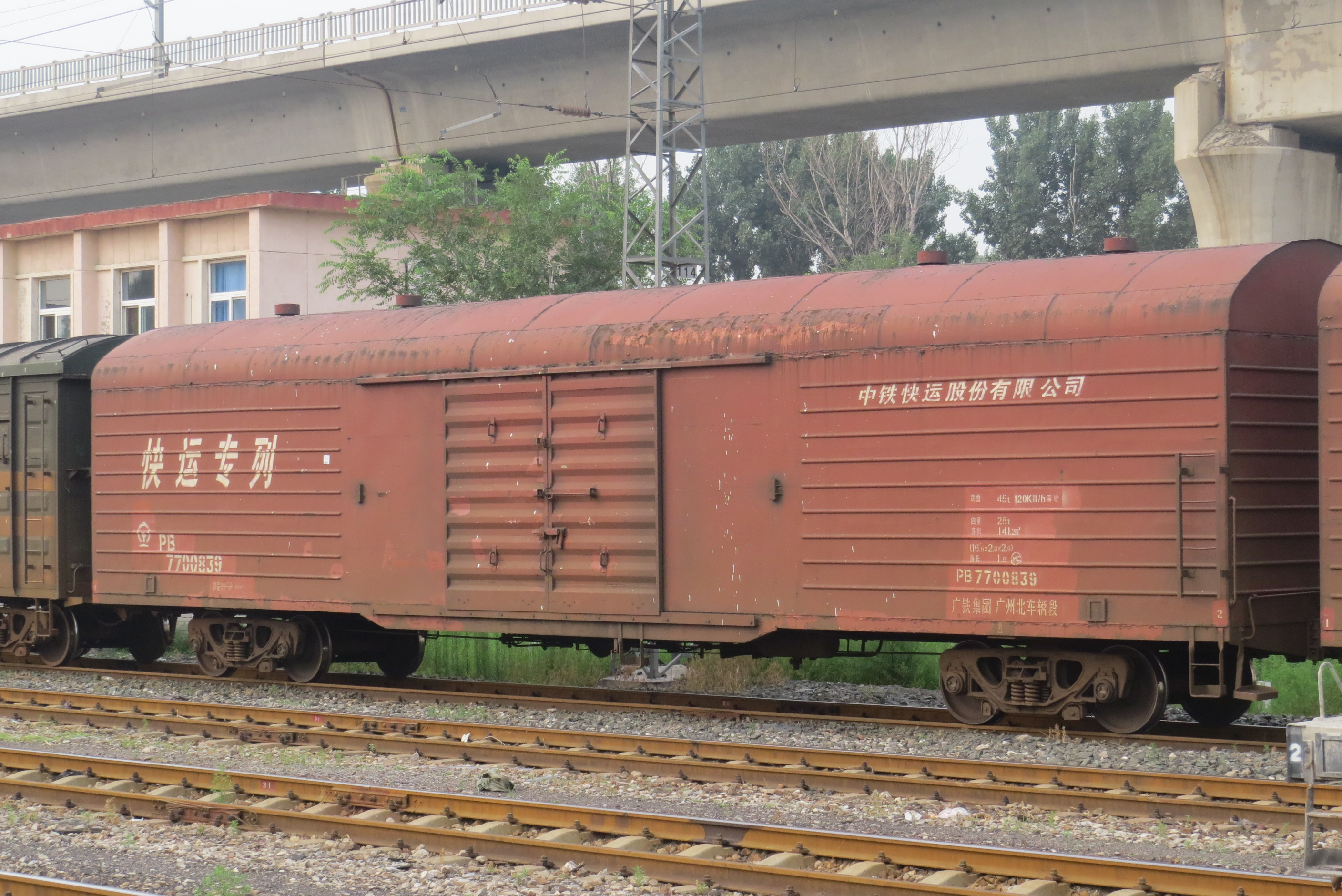
货运棚车停靠在黄村站（2015年7月）
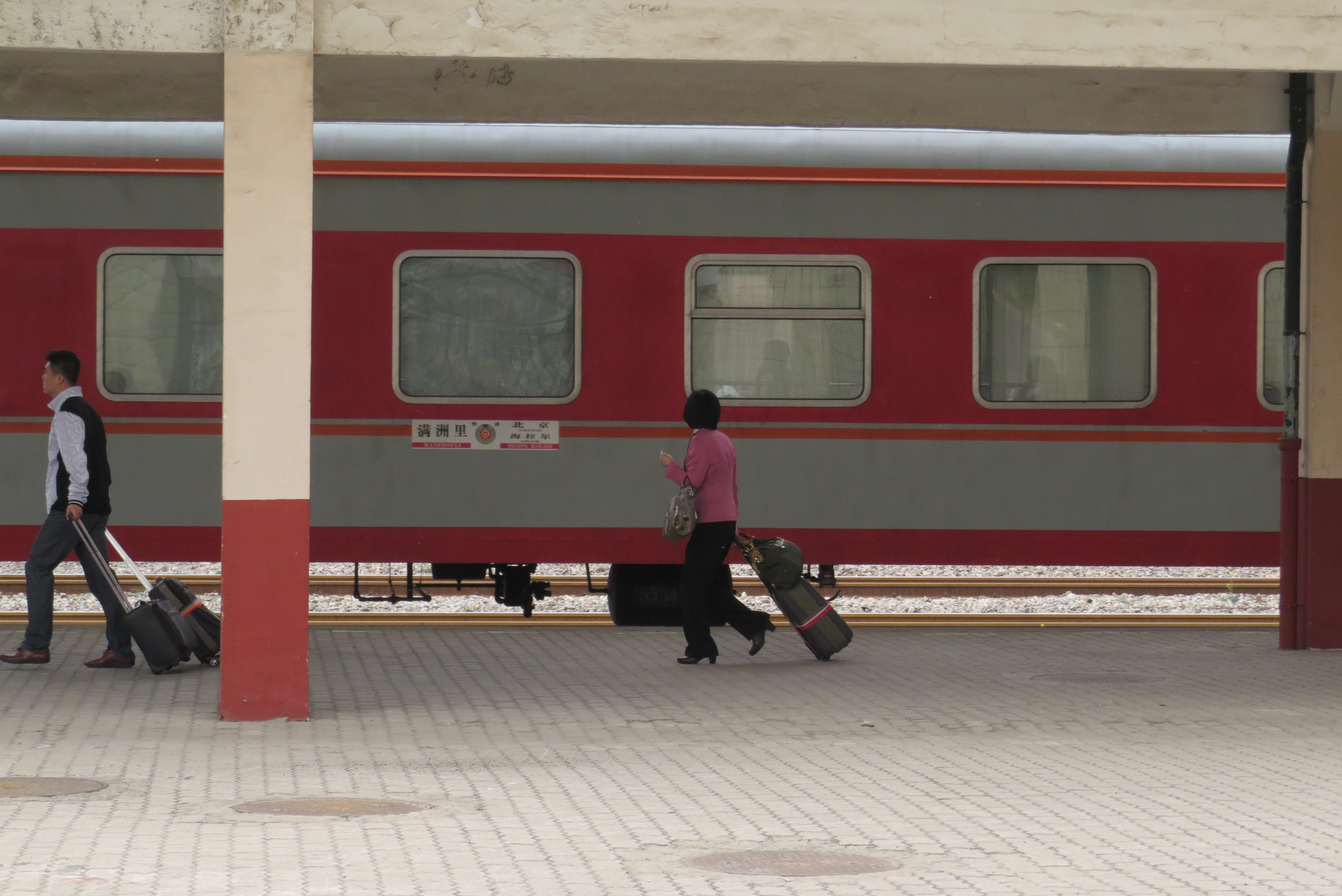
乘坐K1301次列车的乘客正在上车（2015年4月）
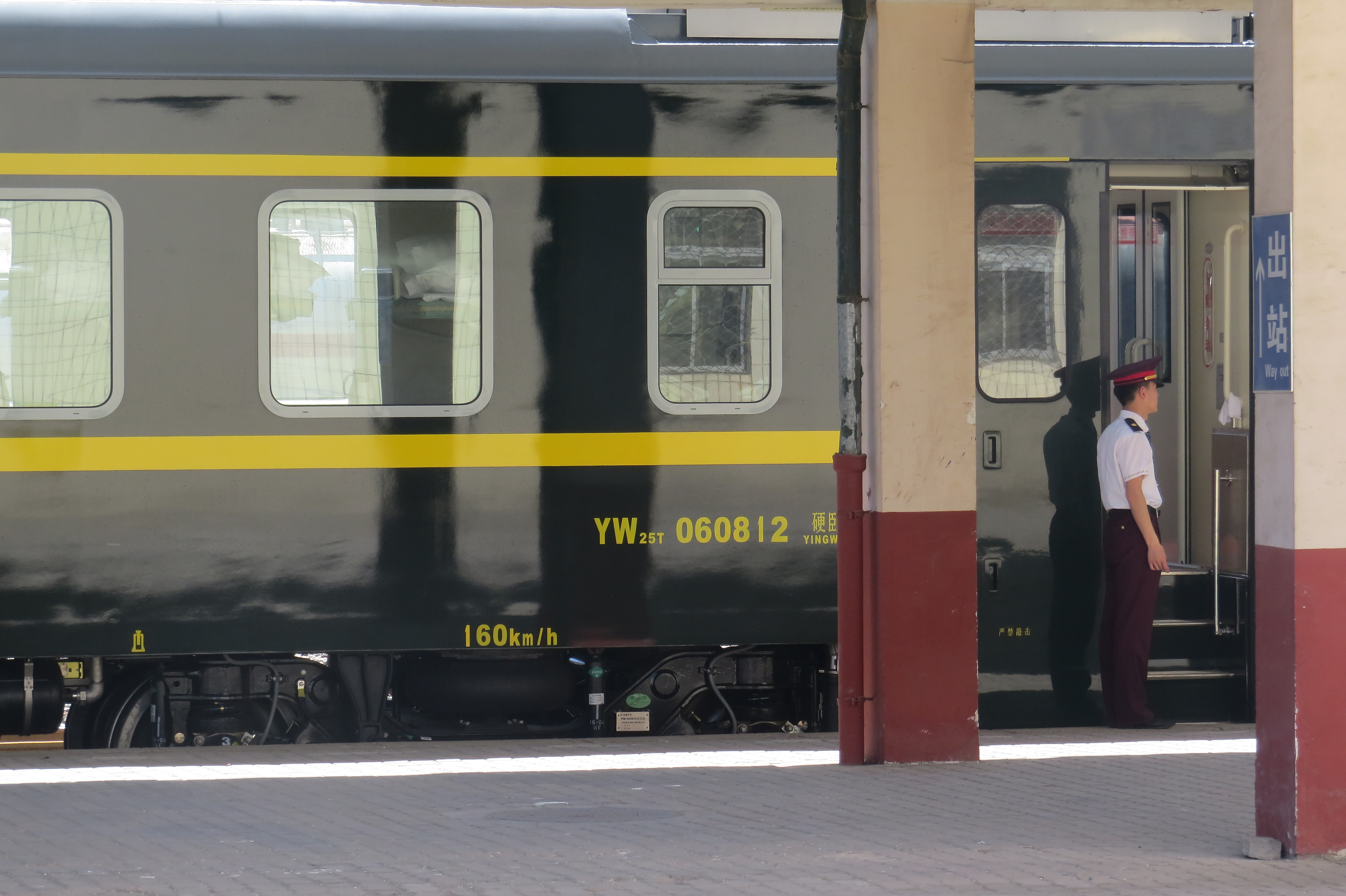
包头至厦门的Z295次列车在黄村火车站（2016年5月）